# Mkansa
Mkansa  (in arabo امكانسة‎?) è un centro abitato e comune rurale del Marocco situato nella provincia di Taounate, regione di Fès-Meknès. Conta una popolazione di 23 155 abitanti (censimento 2014).